# Kanyó Zoltán
Kanyó Zoltán (Budapest, 1940. február 22. – Szeged, 1985. március 5.) magyar germanista, filológus, tanszékvezető egyetemi tanár, az irodalomtudományok kandidátusa (1974).

## Életpályája
Felsőfokú tanulmányokat a szegedi József Attila Tudományegyetemen folytatott 1958-63 közt francia és német szakon. Halász Előd professzor legjobb tanítványai közé tartozott Bernáth Árpáddal, Csúri Károllyal együtt.
1964-től a JATE német tanszékén dolgozott. 1965-ben szerezte meg sub auspiciis irodalomtudományi egyetemi doktorátusát. 1973-ban védte meg kandidátusi értekezését, amelyben a generatív poétika lehetőségeit mérte fel (az értekezés címe: Sprichwörter – Analyse einer einfachen Form/Közmondások – Egy egyszerű forma elemzése).
1977-től az összehasonlító irodalomtudományi tanszék vezetője volt, itt tanított és kutatott haláláig. Szegeden, 1978. szeptember 14-16-án tartott irodalomelméleti konferencia előadásait Németh G. Bélával együtt kötetben adta közre Studia Poetica összefoglaló címen, magyar és német nyelven. 1979-ben megalakult a szegedi Bölcsészettudományi Karon a szemantika kutatócsoport, amelyet haláláig vezetett. Korai halálát agydaganat okozta. Özvegye és fia maradt utána. A szegedi Belvárosi Temetőben nyugszik, síremlékét Melocco Miklós formázta mészkőből.
Tevékenységének középpontjában a szövegelmélet és különösen a narratológia állt. Foglalkozott az irodalmi elbeszélés igazságfogalmának értelmezési lehetőségeivel is, s Bertolt Brecht magyarországi recepciójával, az irodalmi formák szemiotikai elemzésével.

## Kötetei (válogatás)
- Interpretation. Untersuchungen zu Gryphius, Borchert und Böll. (Bernáth Árpáddal és Csúri Károllyal). Kronberg/Ts. 1975. 266 p.
- Az irodalmi elbeszélés elméleti kérdései. Narratológiai tanulmányok; szerk. Kanyó Zoltán; JATE, Szeged, 1980 (Studia poetica)
- Sprichwörter Analyse einer Einfachen Form. Ein Beitrag zur generativen Poetik (1981)
- Simple forms / Einfache Formen; szerk. Kanyó Zoltán; JATE, Szeged, 1982 (Studia poetica)
- Comparative literary studies Essays presented to György Mihály Vajda; szerk. Fried István, Kanyó Zoltán, Pál József; JATE, Szeged 1983
- Fictionality; szerk. Kanyó Zoltán; JATE, Szeged 1985 (Studia poetica)
- Tanulmányok az irodalomtudomány köréből (társszerkesztő, 1988, posztumusz kiadás)
- Szemiotika és irodalomtudomány Válogatott tanulmányok; szerk. Bernáth Árpád, Csúri Károly, ford. Kertész András, Orosz Magdolna, Tarnay László; JATE, Szeged, 1990

## Tudományos közleményei (válogatás)
- Beitrage zu einer semiotischen Literaturtheorie. In Acta Universitatis Szegediensis de Attila József Nominatae : Acta Germanica et Romanica, 1969.
- Beszédmód, műnem, műfaj. In Helikon, 1973.
- La narration et les types de discours. In A semiotic landscape. (Proceedings of the First Congress of the International Association for Semiotic Studies.) The Hague—Paris—New York, 1979.
- Probleme der literarischen Kommunikation in linguistrscher Sicht. In Studia Poetica. Vol. 2. Literary semantics and possible worlds. Szeged, 1980.
- Narrativik und „mögliche Welten”. In Studia Poetica. Vol. 2. Literary semantics and possible worlds. Szeged, 1980.
- The main views on fictionality in the logico-semantic tradition. IN Studia poetica. Vol. 3. Studies in the semantics of narrative. Szeged, 1980.
- Narrative and communication. An attempt to formulate some principles for a theoretical account of narrative. In Studia Poetica. Vol. 4. Simple forms. Szeged, 1982.
- Zur Forschungslage der Stilistik. In Ars Semiotica, 1982. Vol. 4—5.[8]

## Díjak, elismerések
- Kiváló Munkáért díj (1982)

## Emlékezete
1986-ban özvegye, Soós Enikő létrehozta a Kanyó Zoltán-díjat, melyet minden évben olyan személy kap, aki 40. évnél nem idősebb, irodalomelméletet művelő kutató.
1990-ben irodalomelméleti tanulmányaiból 400 oldalas válogatást adott közre a szegedi JATE Irodalomelmélet és szemiotika címen Bernáth Árpád és Csúri Károly szerkesztésében.